# Violay
Violay település Franciaországban, Loire megyében. Lakosainak száma 1210 fő (2022. január 1.). Violay Joux, Montchal, Panissières, Sainte-Agathe-en-Donzy, Sainte-Colombe-sur-Gand, Saint-Cyr-de-Valorges, Saint-Marcel-l'Éclairé, Villechenève és Affoux községekkel határos.

## Népesség
A település népessége az elmúlt években az alábbi módon változott:
| Lakosok száma | 1339 | 1380 | 1425 | 1374 | 1296 | 1238 | 1239 | 1250 | 1235 | 1210 |
|               | 1968 | 1982 | 1990 | 2006 | 2013 | 2015 | 2017 | 2019 | 2020 | 2022 |